# Han Bangqing
Han Bangqing var en kinesisk journalist och författare under den sena Qingdynastin som skrev på talspråk.
Han var från Shanghai, men bodde länge med sin far i Peking. Efter det att han misslyckats i de kejserliga ämbetsmannaexamina tog han anställning vid tidningen Shen Bao i hemstaden Shanghai. 1892 skapade han Kinas första skönlitterära tidskrift, Haishang Qishu (海上奇書), där han gav ut boken Haishanghua liezhuan (海上花列傳) som handlar om prostituerade i Shanghai och deras liv. Boken skrevs på wu-dialekt. Han avled kort efter det att hans bok blivit färdig.
1975 översatte författarinnan Eileen Chang boken till engelska under titeln The Sing-song Girls of Shanghai. Hou Hsiao-Hsiens film Flowers of Shanghai (1998) är också baserad på boken.

## Verk
- Han, Bangqing; Zhang Ailing, Hung Eva (2005) (på engelska). The sing-song girls of Shanghai. Weatherhead books on Asia. New York: Columbia University Press. Libris 10427412. ISBN 0-231-12268-3